# Amrasca punctata
Amrasca punctata är en insektsart som först beskrevs av Melichar 1914.  Amrasca punctata ingår i släktet Amrasca och familjen dvärgstritar. Inga underarter finns listade i Catalogue of Life.